# Thorsten Freudenberger

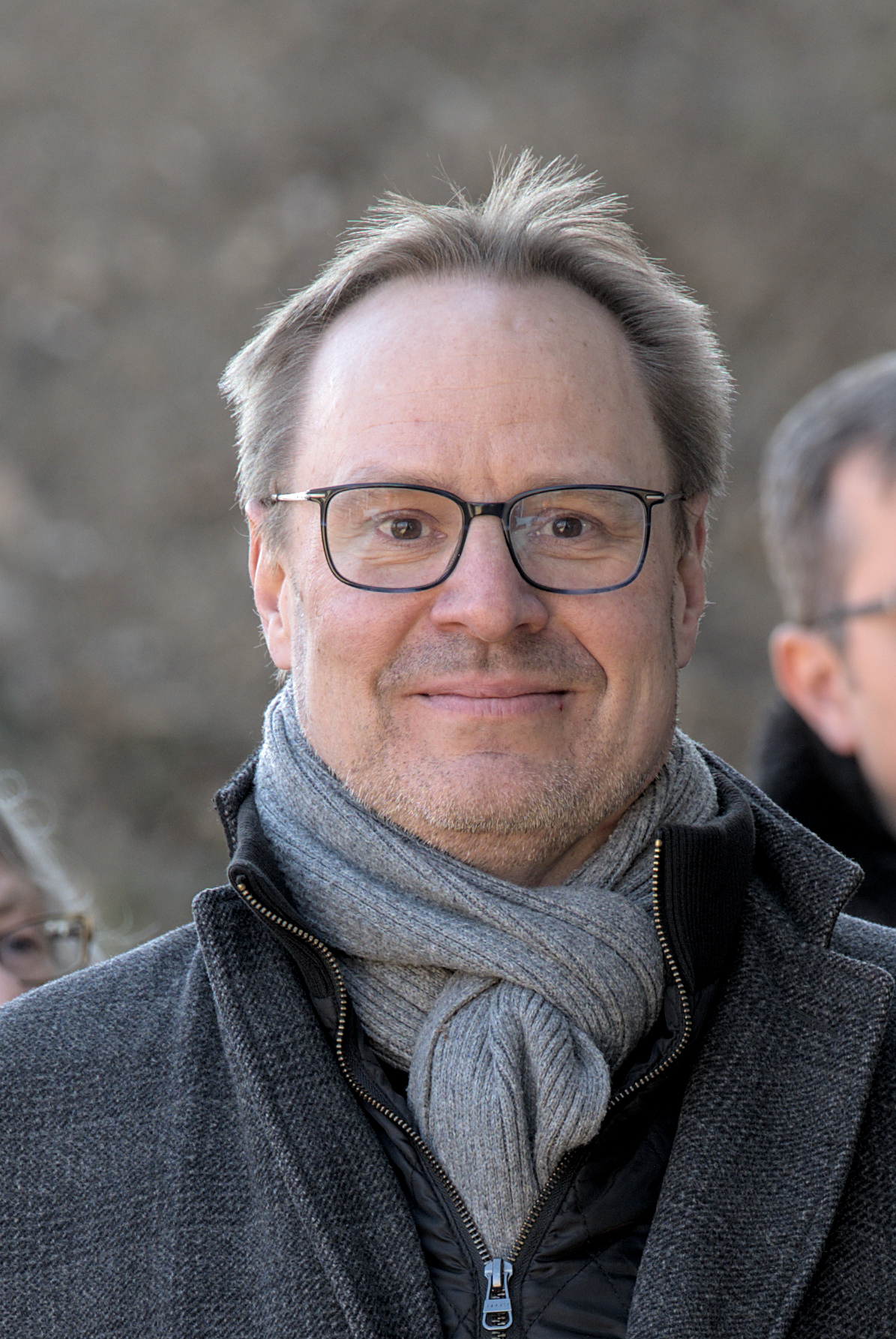
Thorsten Freudenberger im März 2025

Thorsten Freudenberger (* 12. Februar 1973) ist ein deutscher Politiker (CSU). Von 2014 bis 2023 war er Landrat des bayerisch-schwäbischen Landkreises Neu-Ulm. Bei der Landtagswahl in Bayern im Oktober 2023 gewann er das Direktmandat für den Stimmkreis Neu-Ulm.

## Leben
Freudenberger verbrachte seine Schul- und Jugendzeit in Vöhringen und Bellenberg. Nach dem Abitur am Illertal-Gymnasium Vöhringen studierte er Germanistik, Geschichte und Politikwissenschaften an der Universität Augsburg. Während des Studiums wurde er Mitglied der katholischen Studentenverbindung K. St. V. Ludovicia Augsburg im KV. Nach dem Referendariat in München und Schwabmünchen (1999–2001) unterrichtete er am Neu-Ulmer Bertha-von-Suttner-Gymnasium. Bei seiner Wahl zum Landrat war er Oberstudienrat.

## Politik
Freudenberger trat der Jungen Union bei und war von 1991 bis 1999 deren Ortsvorsitzender in Vöhringen, von 1999 bis 2005 Kreisvorsitzender im Landkreis Neu-Ulm und anschließend von 2005 bis 2009 Bezirksvorsitzender in Schwaben. Seit 2009 ist er Vorsitzender der CSU im Landkreis Neu-Ulm. Bei den Kommunalwahlen in Bayern 2002 wurde er in den Stadtrat von Vöhringen (Mitglied bis Januar 2014) und in den Kreistag Neu-Ulm (bis April 2014) gewählt. In der Amtszeit 2008 bis 2014 war er auch Vorsitzender der 34 Sitze umfassenden Kreistagsfraktion der CSU.
Bei der Landratswahl am 16. März 2014 erzielte Freudenberger 58,5 % der Stimmen und trat als Nachfolger von Erich Josef Geßner das Amt am 1. Mai 2014 an. Bei der Landratswahl am 15. März 2020 wurde er mit 54,8 % der abgegebenen Stimmen im Amt bestätigt.
Bei der Landtagswahl in Bayern 2023 gewann Freudenberger mit 43,7 % der Stimmen das Direktmandat für den Stimmkreis Neu-Ulm. Aufgrund seines Einzugs in den Bayerischen Landtag legte er das Amt des Landrates Ende Oktober 2023 nieder. Im Landtag gehört er dem Ausschuss für Kommunale Fragen, Innere Sicherheit und Sport sowie dem Ausschuss für Gesundheit, Pflege und Prävention an. Seit April 2024 ist er Vorsitzender des Bayerischen Landessportbeirates.

## Ehrenämter
Von 2004 bis 2017 war Freudenberger Vorsitzender des Sportkreises Neu-Ulm im Bayerischen Landes-Sportverband. Im Oktober 2016 wurde er zum Vorsitzenden des Vereins der Freunde des Klosters Roggenburg gewählt.

## Privates
Freudenberger ist verheiratet und hat einen Sohn. Er wohnt in Nersingen, Ortsteil Unterfahlheim.